# Tadjikistan aux Jeux olympiques d'été de 2008
Le Tadjikistan participe aux Jeux olympiques d'été de 2008 à Pékin.

## Liste des médaillés tadjiks

### Médailles d'or
| Sport              | Discipline | Sportifs | Performance |
| Médailles d'or : 0 |            |          |             |

### Médailles d'argent
| Sport                  | Discipline         | Sportifs          | Performance |
| Médailles d'argent : 1 |                    |                   |             |
| Lutte libre            | Moins de 84 kg (H) | Yusup Abdusalomov |             |

### Médailles de bronze
| Sport                   | Discipline         | Sportifs     | Performance |
| Médailles de bronze : 1 |                    |              |             |
| Judo                    | Moins de 73 kg (H) | Rasul Bokiev |             |

## Athlètes engagés

### Athlétisme

#### Hommes
| Épreuve           | Athlète         | Séries   | Séries | Quarts de finale | Quarts de finale | Demi-finales | Demi-finales | Finale   | Finale |
| Épreuve           | Athlète         | Résultat | Rang   | Résultat         | Rang             | Résultat     | Rang         | Résultat | Rang   |
| ----------------- | --------------- | -------- | ------ | ---------------- | ---------------- | ------------ | ------------ | -------- | ------ |
| Lancer du marteau | Dilshod Nazarov | 76,54m   | 11e    | -                | -                | -            | -            | -        | -      |

#### Femmes
| Epreuve           | Athlète         | Séries   | Séries | Quarts de finale | Quarts de finale | Demi-finales | Demi-finales | Finale   | Finale |
| Epreuve           | Athlète         | Résultat | Rang   | Résultat         | Rang             | Résultat     | Rang         | Résultat | Rang   |
| ----------------- | --------------- | -------- | ------ | ---------------- | ---------------- | ------------ | ------------ | -------- | ------ |
| Lancer du marteau | Galina Mityaeva | 51,38m   | 24e    | -                | -                | -            | -            | -        | -      |

### Tir à l'arc
Femmes
| Athlète              | Tournoi    | Tour de qualification | Tour de qualification | Trente deuxième de finale | Trente deuxième de finale | Seizième de finale | Seizième de finale | Huitième de finale | Huitième de finale | Quart de finale | Quart de finale | Demi-finale | Demi-finale | Finale     | Finale | Finale |
| Athlète              | Tournoi    | Score                 | Place                 | Adversaire                | Score                     | Adversaire         | Score              | Adversaire         | Score              | Adversaire      | Score           | Adversaire  | Score       | Adversaire | Score  | Rang   |
| -------------------- | ---------- | --------------------- | --------------------- | ------------------------- | ------------------------- | ------------------ | ------------------ | ------------------ | ------------------ | --------------- | --------------- | ----------- | ----------- | ---------- | ------ | ------ |
| Albina Kamaletdinova | Individuel |                       |                       |                           |                           |                    |                    |                    |                    |                 |                 |             |             |            |        |        |

### Boxe
| Athlète          | Tournoi             | Seizième de finale             | Huitième de finale                  | Quart de finale                                    | Demi-finale         | Finale              |
| Athlète          | Tournoi             | Adversaire Résultat            | Adversaire Résultat                 | Adversaire Résultat                                | Adversaire Résultat | Adversaire Résultat |
| ---------------- | ------------------- | ------------------------------ | ----------------------------------- | -------------------------------------------------- | ------------------- | ------------------- |
| Sherali Dostiev  | Mi mouches (-48 kg) | Yampier Hernández Défaite 1-12 |                                     |                                                    |                     |                     |
| Anvar Yunusov    | Mouches (-51 kg)    | Jackson Chauke Victoire 9-1    | Robenilson Vieria Victoire 12-6     | Somjit Jongjohor Défaite 1-8                       |                     |                     |
| Djakhon Kurbanov | Mi lourds (-81 kg)  | Abbos Atoev Victoire 11-3      | Marijo Šivolija-Jelica Victoire 8-1 | Yerkebulan Shynaliyev Défaite sur disqualification |                     |                     |

### Judo
| Athlète                | Tournoi | Seizième de finale  | Huitième de finale  | Quart de finale     | Demi-finale         | Finale              |
| Athlète                | Tournoi | Adversaire Résultat | Adversaire Résultat | Adversaire Résultat | Adversaire Résultat | Adversaire Résultat |
| ---------------------- | ------- | ------------------- | ------------------- | ------------------- | ------------------- | ------------------- |
| Rasul Bokiev           | -73 kg  |                     |                     |                     |                     |                     |
| Sherali Bozorov        | -81 kg  |                     |                     |                     |                     |                     |
| Negmatuillo Asranqulov | -90 kg  |                     |                     |                     |                     |                     |

### Tir
| Athlète        | Tournoi         | Qualification | Qualification | Finale   | Finale | Rang |
| Athlète        | Tournoi         | Résultat      | Rang          | Résultat | Rang   | Rang |
| -------------- | --------------- | ------------- | ------------- | -------- | ------ | ---- |
| Sergey Babikov | 10 m air pistol |               |               |          |        |      |

### Haltérophilie
Hommes
| Athlète      | Tournoi | Arraché  | Arraché | Épaulé-jeté | Épaulé-jeté | Total | Rang |
| Athlète      | Tournoi | Résultat | Rang    | Résultat    | Rang        | Total | Rang |
| ------------ | ------- | -------- | ------- | ----------- | ----------- | ----- | ---- |
| Nizom Sangov | -69 kg  |          |         |             |             |       |      |

### Lutte
- Vitalij Korjakin (-60 kg libre)
- Yusup Abdusalomov (-84 kg libre)